# Live and Unplugged
Live and Unplugged ist das erste Livealbum und das insgesamt sechste Werk der US-amerikanischen Rockband Sleeping with Sirens aus Grand Rapids, Michigan.
Es erschien am 8. April 2016 über der US-amerikanischen Plattenfirma Epitaph Records. Das Livealbum beherbergt elf Titel aus allen vergangenen Veröffentlichungen der Band, sowie ein Cover der Bands The Goo Goo Dolls und Sublime. Die Musiker spielten im Juni des Jahres 2015 zwei Konzerte in Orlando, Florida, welche für das Album aufgezeichnet wurden.

## Hintergrundgeschichte
Am 10. April 2015, einen Tag vor Ende der Welttournee mit Pierce the Veil, kündigte die Band mit der We Like It Quiet Tour eine dreizehn Konzerte umfassende Akustiktournee in den Vereinigten Staaten an. Die Konzerte am 22. und 23. Juni 2015, welche im The Social in Orlando, Florida stattfanden, wurden für dieses Livealbum aufgezeichnet.
Am 6. Januar 2016 wurde angekündigt, dass Sleeping with Sirens im Laufe des Jahres ein Livealbum veröffentlichen würden. Außerdem veröffentlichte Sänger Kellin Quinn auf seinem Instagram-Profil zwei Teaser-Videos, die eine baldige Veröffentlichung andeuteten. Am 13. Februar 2016 wurde ein Musikvideo zum Lied Gold veröffentlicht. Sechs Tage darauf wurde Live and Unplugged offiziell für den 8. April 2016 angekündigt. Am selben Tag wurde auch die Titelliste bekanntgegeben. Unter den auf dem Album enthaltenen Stücken befinden sich mit Iris und Santeria zwei Coverlieder von The Goo Goo Dolls bzw. Sublime.

## Titelliste
| #   | Titel                                    | Länge | Anmerkungen                           |
| --- | ---------------------------------------- | ----- | ------------------------------------- |
| 1.  | With Ears to See, and Eyes to Hear       | 4:19  | aus With Ears to See and Eyes to Hear |
| 2.  | If I'm James Dean, You're Audrey Hepburn | 3:58  | aus With Ears to See and Eyes to Hear |
| 3.  | Gold                                     | 4:11  | aus Madness                           |
| 4.  | The Strays                               | 3:00  | aus Madness                           |
| 5.  | Free Now                                 | 4:18  | aus Feel                              |
| 6.  | Who Are You Now                          | 4:51  | aus Let’s Cheers to This              |
| 7.  | Go, Go, Go                               | 3:42  | aus Madness                           |
| 8.  | Santeria                                 | 3:32  | Sublime-Cover                         |
| 9.  | Save Me a Spark                          | 3:55  | aus Madness                           |
| 10. | Iris                                     | 4:03  | The-Goo-Goo-Dolls-Cover               |
| 11. | If You Can't Hang                        | 6:16  | aus Let’s Cheers to This              |

## Kritiken und Erfolg
Live and Unplugged stieg in der Woche zum 30. April 2016 auf Platz 174 in den US-amerikanischen Albumcharts ein und hielt sich eine Woche dort auf. Im Vereinigten Königreich schaffte das Livealbum nicht den Sprung in die offiziellen Albumcharts, allerdings eine Notierung auf Platz vier der Rock Charts. In Belgien (Flandern) stieg das Album auf Platz 165 ein.
Evan Lucy vom US-amerikanischen Musikmagazin Alternative Press schrieb, dass die Gruppe es aufgrund ihrer energiegeladenen Performance schaffe das Stereotyp, akustisch vorgetragene Lieder seien weniger zwingend als ihre elektronisch gespielten Gegenstücke, weitestgehen zu widerlegen auch wenn manche peinlichen und unzusammenhängenden Zwischenspiel den Fluss des Albums unterbricht. Trotzdem bezeichnet der Rezensent das Werk als ein Erfolg. Shadz Brooke Mustafa von Hit the Floor urteilte, dass die Band eine phänomenale Arbeit geleistet habe, ihre Lieder frisch und spaßig in ihrer akustischen Version zu halten. Die Live-Performance der Band sei beeindruckend und gebe Fans, die die Band noch nicht selbst live erlebt haben einen guten Eindruck ihrer Konzertauftritte.
Laut Marc Deming von Allmusic erlaube die Band mit heruntergedrehter Lautstärke dem Hörer eine andere Perspektive der Band und ihrer Musik zu erleben. Laut Deming präsentiere die Band auf Live and Unplugged einige der bekanntesten Lieder der Band. Auch Aneta Grulichova vom australischen Onlinemagazin The Music schrieb, dass man sämtliche Emotion der Lieder fühlen könne. Sie hebt den Gesang von Kellin Quinn lobend hervor, welcher stets den richtigen Punkt trifft. Auch sein Charme bei der Interaktion mit den Fans wird laut Grulichova für den Hörer spürbar. Das Livealbum sei brillant und zeige die unglaublichen Eigenschaften der Musiker, welche sich in der Vergangenheit häufiger hinter den Klängen der E-Gitarren versteckten.